# Grièges

Grièges este o comună în departamentul Ain din estul Franței.